# Ciclina A1

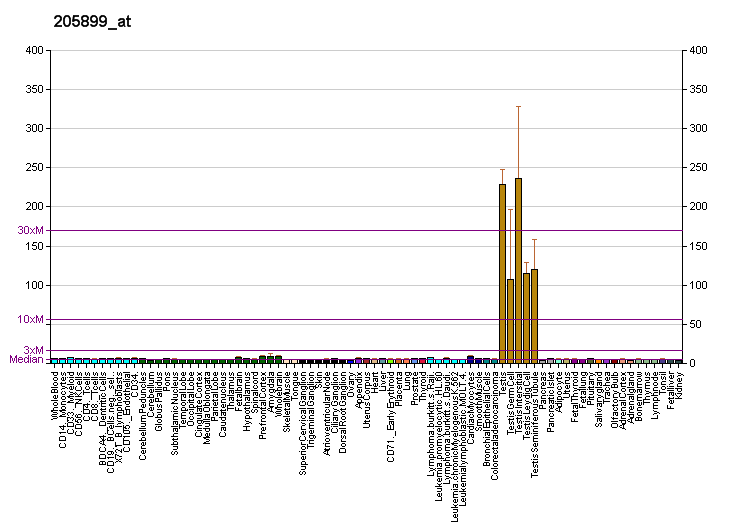
Patrón de expresión génica del gen CCNA1

La ciclina A1 (CCNA1) es una proteína codificada en humanos por el gen ccna1.
La ciclina A1 pertenece a la familia de las ciclinas, la cual se encuentra altamente conservada y cuyos miembros se caracterizan por incrementar drásticamente sus niveles en las células de forma periódica cada vez que se inicia el ciclo celular. Las ciclinas actúan como reguladores de las quinasas dependientes de ciclinas (Cdks). Diferentes ciclinas muestran distintos patrones de expresión y degradación, contribuyendo a la coordinación temporal de cada evento de la mitosis. La ciclina A1 se expresa en cerebro y testículos, así como en diversas líneas celulares leucémicas, y se piensa que actúa principalmente en el control del ciclo celular de las células germinales. Esta ciclina se une a las quinasas Cdk2 y Cdc2, que poseen dos actividades quinasa diferentes, una que tiene lugar en la fase S, y otra en la fase G2, y por ello regulan funciones diferentes en el ciclo celular. Se ha observado que la ciclina A1 se une a importantes reguladores del ciclo celular como son las proteínas de la familia Rb, los factores de transcripción E2F-1 y la familia de proteínas p21.

## Interacciones
La ciclina A1 ha demostrado ser capaz de interaccionar con: 
- E2F1[3]
- CDC20[4]
- Proteína del retinoblastoma[3]
- Cdk2[5][1][6][7]
- GPS2[8]
- MYBL2[6]
- GNB2L1[8]